# 上党晚报
上党晚报，创刊于1999年7月1日，创刊时名为《长治日报·晚报版》，由长治日报社出刊，后来更名为上党晚报。上党是长治市的古名。
上党晚报一周七刊，四开八版，多次被评为山西省一级报纸，2010年还被评为“中国地方都市类报纸最具影响力十强”之一。据2010年的统计，上党晚报是长治市发行量最大、自费订户最多的报纸。